# Lancaster Railway Carriage and Wagon Company

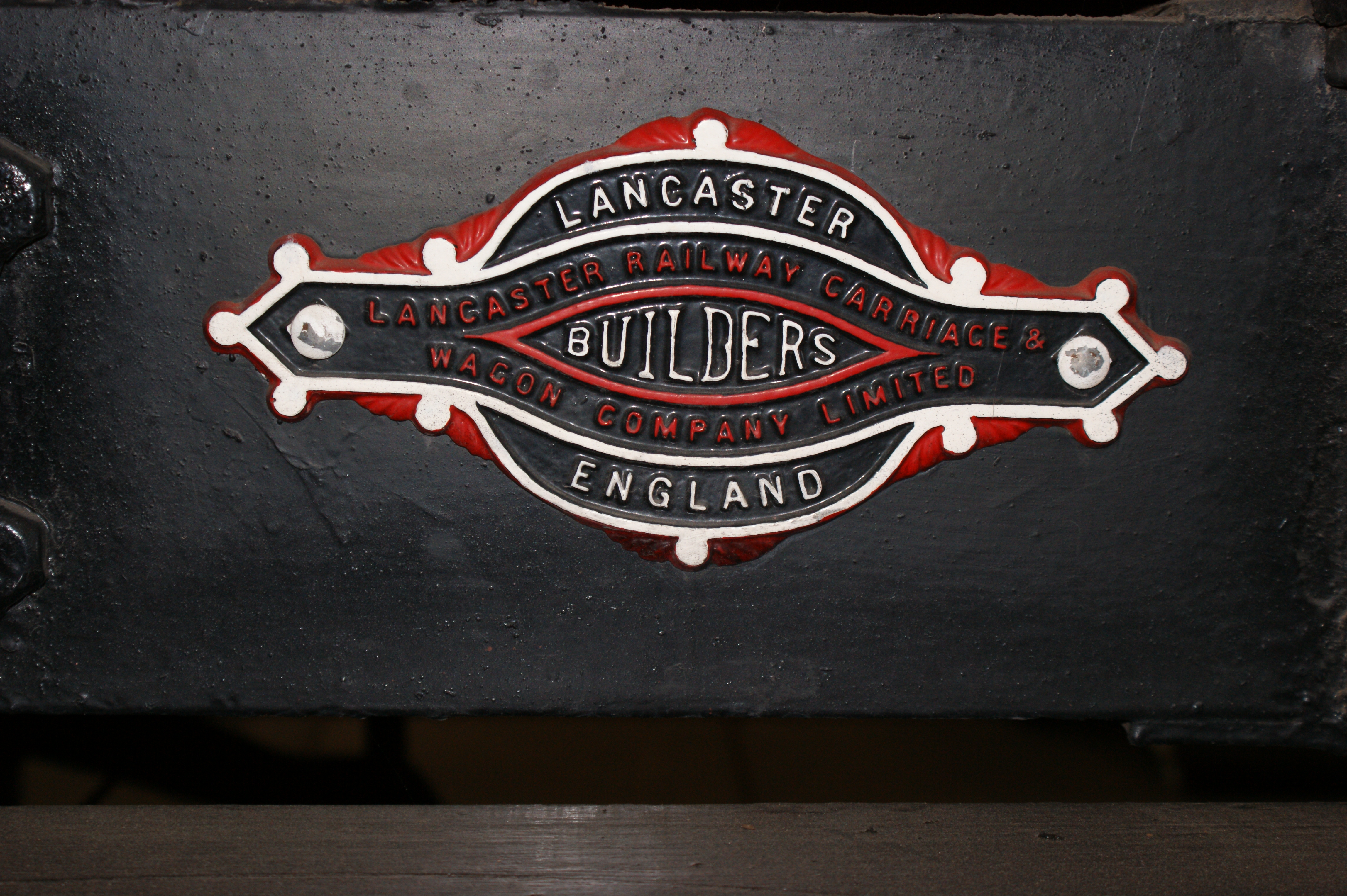
Fabrikschild an einem erhaltenen Wagen

Die Lancaster Railway Carriage and Wagon Company war eine britische Wagenbauanstalt in Nordwestengland.

## Geschichte
Das Unternehmen wurde 1863 gegründet und baute Personen-, Güter- und Straßenbahnwagen. Am Stadtrand von Lancaster gelegen hatte die Wagenbauanstalt einen Anschluss an das Schienennetz der Midland Railway. Die Gesellschaft hatte schon bald den Ruf sehr hochwertige Produkte herzustellen. Mit der Zeit wurde sie zum zweitgrößten Arbeitgeber der Stadt und beschäftigte um 1880 bereits über 800 Angestellte.
1902 fusionierte das Unternehmen mit fünf weiteren Wagenbauanstalten zur Metropolitan Amalgamated Railway Carriage and Wagon Company. Das Werk in Lancaster wurde 1908 geschlossen.

## Produkte

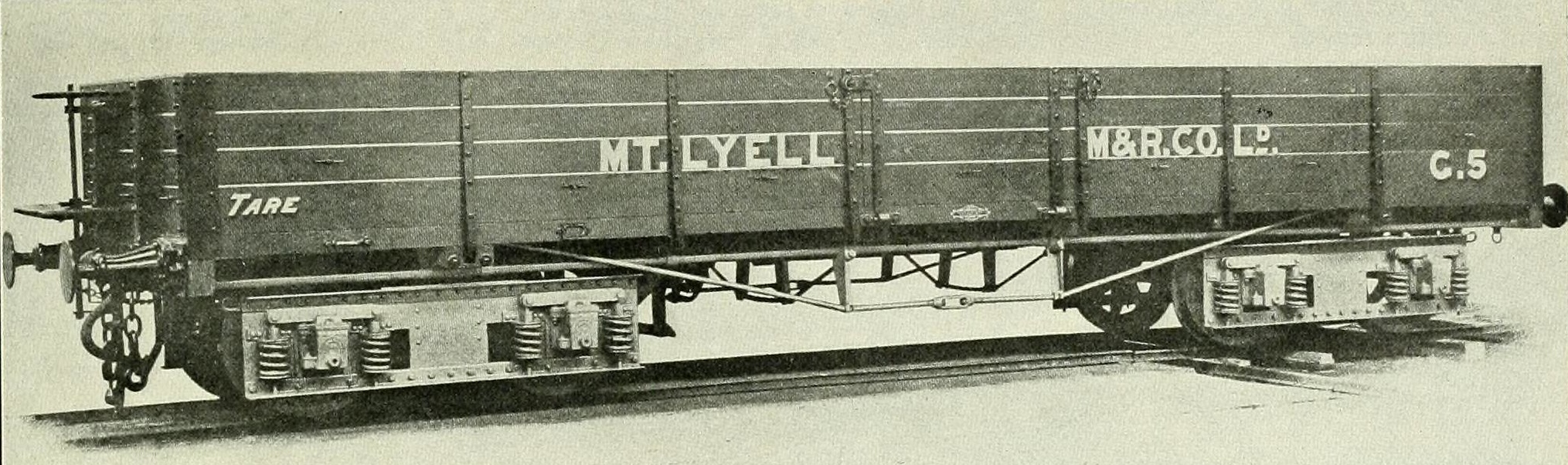
Ein um 1900 für die Mount Lyell Mining and Railway Company gebauter Güterwagen

Neben Fahrzeugen für viele britische Eisenbahngesellschaften, produzierte man Eisenbahnwagen verschiedenster Bauart für Eisenbahngesellschaften in der ganzen Welt. Neben Personen- und Güterwagen wurden auch Speise-, Salon- und Schlafwagen gefertigt. Unter anderem lieferte man nach Argentinien, Australien, Brasilien, Ceylon (heutiges Sri Lanka), Indien, Mexiko, Peru, das Russische Kaiserreich, Südafrika und Südrhodesien.